# Sint-Elizabethklooster (Den Haag)

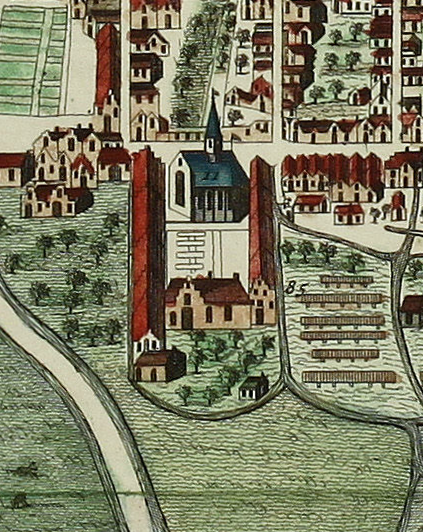
Het Sint-Elizabethklooster in 1570. Detail van een plattegrond door Gerrit van der Giessen

Het Sint-Elizabethklooster (ook: Sint-Elizabethconvent) in Den Haag was het eerste vrouwenklooster in die plaats. Het werd in de eerste helft van de 15e eeuw opgericht en  heeft bestaan tot het in 1584 door brand werd verwoest.

## Ontstaan vrouwenklooster
Op en rond de plaats van de Grote Markt in Den Haag bevond zich in 1424 een begijnhof. In die tijd bevond het terrein zich nog aan de rand van de middeleeuwse dorpskern. De bewoonsters van het begijnhof zouden zich in- of even vóór 1443 aansluiten bij een kloosterorde: de Orde van Franciscaanse Seculieren. Het toen ontstane Sint-Elizabethklooster, waarvan de precieze oprichtingsdatum niet meer bekend is, was niet alleen het eerste, maar ook het rijkste van alle vóór de Reformatie in Den Haag gestichte vrouwenkloosters. Er werd in officiële stukken ook wel gesproken van „het convent van Sinte Lijsbetten zusterhuis van de 3e orde van Sinte Franciscus binnen den Hage“.

## Bouw Sint-Elizabethkapel
Op 17 maart 1453 liet Filips de Goede, hertog van Bourgondië en graaf van Holland, een reglement uitvaardigen voor het klooster, met betrekking tot het bezit. Dankzij een schenking van Filips de Goede kon bij het klooster een kapel worden gebouwd. Deze werd in 1457 gewijd door Joost Borres, titulair bisschop van Hiërapolis en vicaris-generaal van David van Bourgondië, de bisschop van Utrecht.

## Inkomsten
Op het terrein van het klooster stond vanaf circa 1486 een rosmolen, die niet door windkracht, maar door paarden werd aangedreven. In voornoemd jaar schonken Keizer Maximiliaan I en zijn zoon Filips de Schone aan het klooster het privilege om tarwe,  gerst, rogge en andere soorten koren te malen. Andere werkzaamheden waaruit het klooster inkomsten verkreeg was het weven van wollen en linnen lakens.

## Omvangrijke bezittingen
Het vrouwenklooster bouwde in de loop der tijd een aanzienlijk vermogen op aan landerijen en huizen, die vaak aan het klooster werden geschonken. De bezittingen bevonden zich in en om Den Haag en in Rijswijk, 's-Gravenzande en Naaldwijk. Het klooster ontving er inkomsten uit om het klooster draaiend te kunnen houden. De Haagse Zusterpolder, óók later de Sint-Elizabethpolder, was bijna geheel hun eigendom. Deze strekte uit over een groot gebied ten zuiden van het Westeinde, de Laan en de Vlamingstraat.

## Afscheiding
Na een conflict besloot een aantal zusters van het Sint-Elizabethsklooster zich in 1563 af te scheiden en elders in Den Haag het Klooster van Sint-Maria in Galilea op te richten.

## Einde
Het lot van het klooster was eigenlijk al bezegeld toen achtereenvolgens in 1566 de Beeldenstorm in Den Haag plaatsvond en in 1576 de Haagse Protestanten het lokale bestuur in handen kregen. In deze periode en de navolgende tijd, zou  de rijkdom van de Rooms-katholieken in Den Haag worden overgenomen door het lokale bestuur dan wel de Protestantse Kerk. 
In 1584 woedde er een grote brand in de Vlamingstraat, die oversloeg naar het Sint-Elizabethklooster. De Staten van Holland begon in 1589 stukken grond van het klooster in erfpacht uit te geven aan burgers. In 1591 wees de Staten van Holland het eigendom van het klooster toe aan de magistraat van Den Haag, waarmee haar geschiedenis definitief was geëindigd. Niet lang daarna werden de kloostergebouwen afgebroken en op het noordelijke deel van de latere Grote Markt werden huizen gebouwd. In 1614 werd er een markthal gebouwd en het zuidelijke deel van het terrein ingericht voor een nieuwe groenmarkt. 

## Sporen
Tijdens werkzaamheden in de negentiende, twintigste en eenentwintigste eeuw werden veel sporen aangetroffen van het klooster. Er werden bij onderzoek door de Afdeling Archeologie van de gemeente Den Haag resten aangetroffen van natuurstenen en bakstenen muren, vloeren, puinkelders, beerkelders en skeletten. Daarnaast bestonden de vondsten uit huisraad, pijpen, dakleien en dakpannen.